# Castianeira daoxianensis
Castianeira daoxianensis är en spindelart som beskrevs av Yin et al. 1996. Castianeira daoxianensis ingår i släktet Castianeira och familjen flinkspindlar. Inga underarter finns listade.